# Sanem Babi
Sanem Babi (* 1999 in Istanbul) ist eine türkische Schauspielerin.

## Leben und Karriere
Babi wurde im Jahr 1999 in Istanbul geboren. Sie studierte an der Haliç Üniversitesi. Ihr Debüt gab sie 2014 in dem Film Karışık Kaset. Danach bekam sie 2022 in der Fernsehserie Gelsin Hayat Bildiği Gibi eine Hauptrolle. Anschließend war Babi 2023 in der Serie Kader Bağları zu sehen.

## Filmografie
Filme
- 2014: Karışık Kaset

Serien
- 2022: Gelsin Hayat Bildiği Gibi
- 2023: Kader Bağları